# Zentenarmedaille

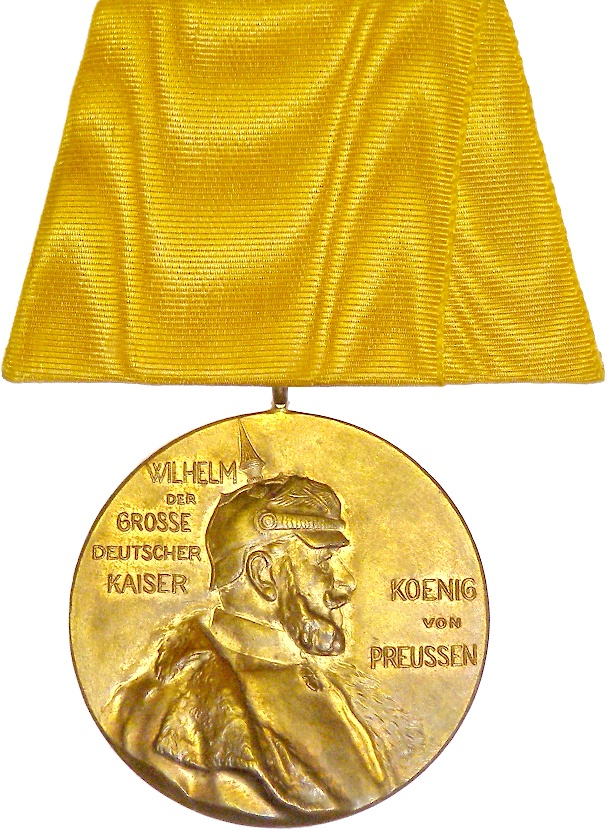
Vorderseite

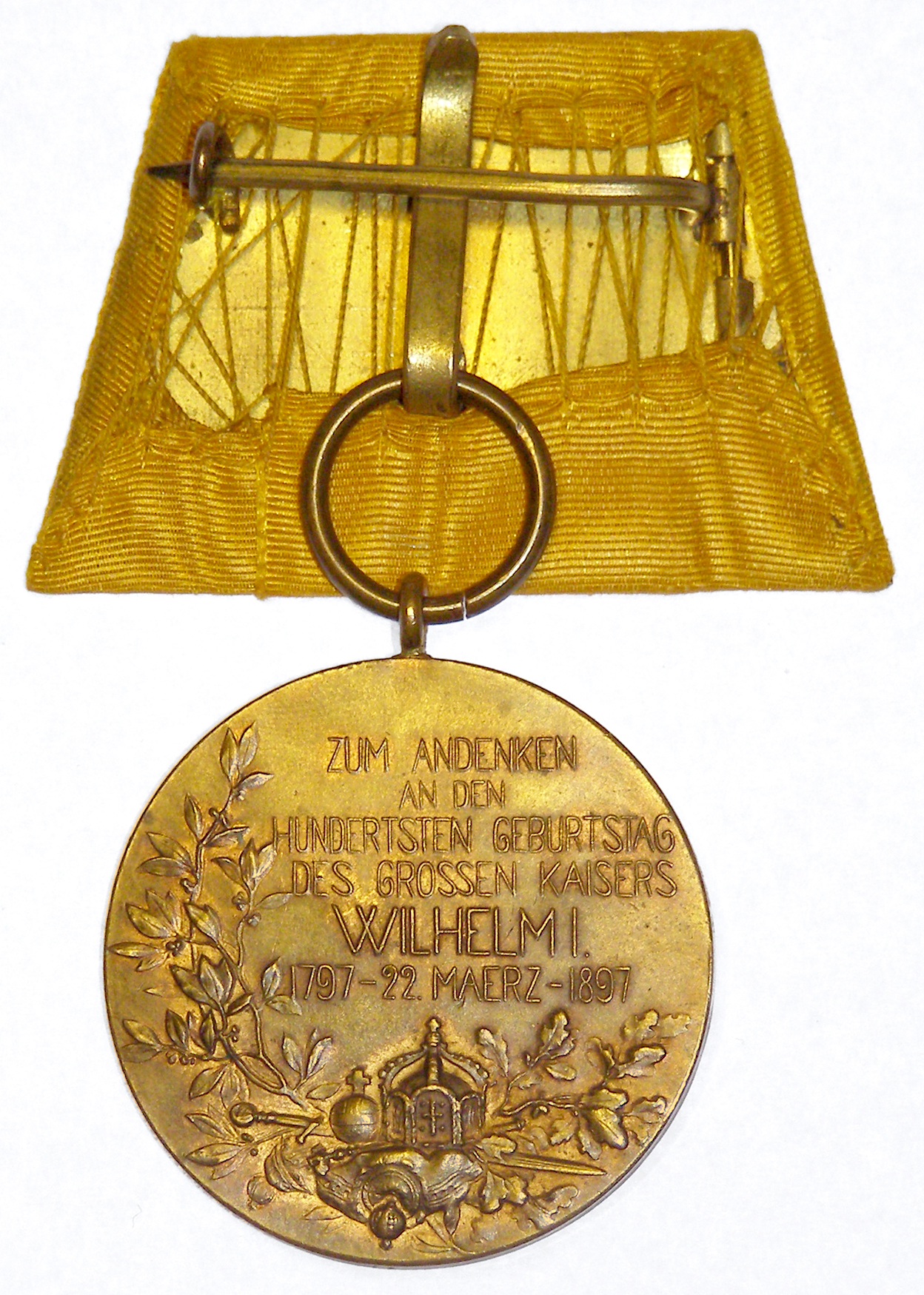
Rückseite

Die Zentenarmedaille (auch Centenarmedaille) wurde am 22. März 1897 durch Kaiser Wilhelm II. aus Anlass des 100. Geburtstages seines Großvaters Kaiser Wilhelms I. gestiftet. Ihre eigentliche Bezeichnung war „Medaille zur Erinnerung an des Hochseligen Kaisers und Königs Wilhelm I., des Großen, Majestät“.
Der Volksmund nannte die Auszeichnung wegen der Farbe des Bandes auch Zitronen-Orden.
Sie wurde den preußischen Staats- und Hochschulbediensteten sowie sämtlichen Offizieren, Militärbeamten, Unteroffizieren und Mannschaften verliehen, welche an diesem Tag dem aktiven Heer und der Marine sowie den Schutztruppen angehörten; ebenso den noch lebenden Veteranen aus den Kriegen 1848/1849, 1864, 1866 und 1870/71.

## Aussehen
Die aus der Bronze erbeuteter Geschütze gefertigte 40 Millimeter große runde Medaille zeigt das nach rechts gewendete Bildnis Kaiser Wilhelms I. im offenen Pelzmantel und mit Helm. Links seitlich davon fünfzeilig in verschieden großer Schrift WILHELM / DER / GROSSE / DEUTSCHER / KAISER; rechts vom Bildnis in drei Zeilen KOENIG / VON / PREUSSEN.
Auf der Rückseite der Medaille findet sich sechszeilig in verschiedenen Schriftgrößen die Inschrift ZUM ANDENKEN / AN DEN / HUNDERTSTEN GEBURTSTAG / DES GROSSEN KAISERS / WILHELM I. / 1797 – 22. MAERZ – 1897. Darunter die Kaiserkrone mit Reichsschwert und Reichsapfel sowie dem Reichszepter, auf Kissen ruhend, umrankt von einem Lorbeer- und Eichenzweig.

## Trageweise
Die Auszeichnung wurde an einem 37 Millimeter breiten, zitronengelben Band auf der linken Brustseite getragen.

## Sonstiges
Die Berliner Medaillenmünze L. Ostermann (vormals G. Loos) prägte die Medaille. Der Entwurf stammt von Walter Schott. Es gibt verschiedene nicht offizielle Nachprägungen, welche in der Zeichnung mehr oder weniger abweichen, dabei auch solche von nur 30 bis 33 Millimeter Durchmesser, diese Reduktion war insbesondere für die Ordensschnalle gedacht.